# كولون (كوبا)
كولون هي بلدية ومدينة تقع في مقاطعة ماتنزاس، كوبا.